# Studiemotiverande arbetslivsorientering
Studiemotiverande arbetslivsorientering (SAO; SAO-jobb) innebär att svenska elever i högstadiet i samverkan med skolan arbetar minst två timmar i veckan, avlönat enligt kollektivavtal, på en reguljär arbetsplats. 
Syftet är att ge en djupare arbetslivsorientering än reguljär Prao, som är en obligatorisk del av läroplanen, och att stötta unga i socialt utsatta områden att få en första gedigen erfarenhet av arbetsmarknaden. Arbetsuppgifterna ska följa Arbetsmiljöverkets regler för arbetsuppgifter för minderåriga.

## Historia
Studiemotiverande arbetslivsorientering presenterades som ett initiativ av Evin Cetin, Caroline Berg och Carin Götblad i samarbete med ett stort antal arbetsgivare i mars 2025. Sundsvall och Upplands Väsby var första kommunerna att pröva modellen. Landsorganisationen i Sverige meddelade i slutet av mars 2025 att de stöttar modellen.